# Robert Jarczyk
Robert Jarczyk all'anagrafe Robert Wolfgang Jarczyk (Monaco di Baviera, 13 ottobre 1959) è un attore, regista e sceneggiatore tedesco.

## Biografia
Robert Jarczyk è il figlio di Herbert Jarczyk, nipote del compositore Michael Jary e del figlio adottivo del compositore Charles Kálmán.
Robert Jarczyk studia nel 1984/85 recitazione a New York City al HB Studio, con insegnanti Uta Hagen, Sandy Dennis, Edward Morehouse e Herbert Berghof.
Robert Jarczyk debutta al cinema da ragazzo nel film Das fliegende Klassenzimmer (1973) al fianco di Joachim Fuchsberger e Heinz Reincke. Nel 1981 recita come „Halbjude“ Dieter Aaron nel film Nach Mitternacht di Wolf Gremm.
Negli anni '80 proseguirà nella recitazione in serie televisive come L'ispettore Derrick (Die Tänzerin), così come in  Der Alte, Der Mann ohne Schatten (RTL) e SOKO 5113.
Recita come Richard Lorentz nella serie RTL Operation Phoenix – Jäger zwischen den Welten. Anche in Verschollen in Thailand così come in Der Trip – Die nackte Gitarre 0,5 e Ludenmann macht fertig!.
Dal 2002 al 2005 Jarczyk è il Dr. Erik G. Zwenger nella serie St. Angela.
Jarczyk è attore anche teatrale in diverse produzioni dal 1985 al 1987 recita a New York City e al Alleyway Theatre di Buffalo. Anche in Germania viene ingaggiato al Contra-Kreis-Theater a Bonn e al Theater Bremen.

## Filmografia parziale
- 1973: Das fliegende Klassenzimmer
- 1974: Der Kommissar – Ein Anteil am Leben
- 1981: Nach Mitternacht
- 1985–1994: L'ispettore Derrick (14 ep.)
- 1985–2004: Der Alte (8 ep.)
- 1987: Reichshauptstadt – privat
- 1987–2015: SOKO 5113 (SOKO München) (7 ep.)
- 1991: Gesucht wird Ricki Forster
- 1996: Der Trip – Die nackte Gitarre 0,5
- 1997: Verschollen in Thailand
- 1997–1999: Operation Phoenix – Jäger zwischen den Welten
- 1998: Der Bulle von Tölz: Tod eines Strohmanns
- 1999: Siska – Der Jobkiller
- 2000: Alarm für Cobra 11 – Die Autobahnpolizei – Böse Überraschung
- 2000: Die Rote Meile – Linke Touren
- 2002–2005: St. Angela
- 2005: Siska – Zwischen Kain und Abel
- 2006: Ludenmann macht fertig
- 2007: Die Rosenheim-Cops – Tod eines Dichters
- 2009: Mord in bester Gesellschaft: Der süße Duft des Bösen
- 2009–2010: Anna und die Liebe (ep. 261–278, 315–513)
- 2010: Rosamunde Pilcher: Ruf der Vergangenheit
- 2011: Schmidt & Schmitt – Wir ermitteln in jedem Fall
- 2011: In aller Freundschaft – Sinnkrise
- 2012: Hubert und Staller – Reif für die Anstalt
- 2015: Verbotene Liebe – Wen die Götter lieben
- 2017: Alarm für Cobra 11 – Die Autobahnpolizei – Gefangen
- 2017: Die Chefin – Prager Kristalle
- 2020: Sunny – Wer bist du wirklich? – Echt

## Teatro
- 1985: Eric Bentley: Bentley Variations. Actors Outlet, New York City
- 1987: Maxim Mazumdar: Gilgamesh. Alleyway Theatre, Buffalo (N.Y.)
- 1992/93: Derek Benfield: Auf die Plätze, fertig, Lo…ve!. Contra-Kreis-Theater, Bonn
- 1995: Laurence Jyl: Ein schöner Schwede. Kleine Komödie am Max II, München
- 1996: Tankred Dorst: Fernando Krapp hat mir diesen Brief geschrieben. Schauspiel Bremen
- 1997: Tennessee Williams: Die Katze auf dem heißen Blechdach. Theatergastspiele Kempf, Tournee
- 1997/98: Ferenc Molnár: Olympia. Komödie im Bayerischen Hof, München
- 2001/02: Joseph Kesselring: Arsen und Spitzenhäubchen, Berliner Tournee
- 2003/04: Johann Wolfgang von Goethe: Die Mitschuldigen, Tournee
- 2005: Michael Pertwee: Sextett. Contra-Kreis-Theater, Bonn